# カズサホス
カズサホス（cadusafos）は、植物防疫製品（農薬）の活性成分の一つであり、殺虫および殺線虫活性を示す。有機リン化合物に分類される。その毒性のため、フランスでは2008年12月15日から使用が禁止されている。

## 規制
植物防疫製品の規制の点から:
ヨーロッパ連合 (EU) では、2007/428/CE決定に続く植物防疫剤のデータ要件に係る理事会指令91/414/EEC付属書Iの審査によって、この活性成分は不認可とされた。
フランスでは、この活性成分は禁止されている。在庫品の廃棄の期限は2007年9月3日の官報によって、流通が2008年5月30日、使用が2008年12月15日までと公示された。

## 化学
活性成分への水への移行の危険性や水汚染の危険性に影響する物理化学的性質を以下に示す。
- pH 7での加水分解: 安定
- 水への溶解度: 248 mg · L−1 at 25 ° C
- 土壌吸着定数: 247 cm3 · g−1。Kocと表されるこの値は、土壌有機炭素に吸着した殺虫剤と溶液中の殺虫剤の分配係数である。活性物質の移動度は土壌粒子への吸収によって低減される。
- 土壌分解半減期: 38日。DT50と表されるこの値は、土壌中での活性物質の分解されやすさを示す。

## 生態毒性学
生態毒性学の観点から、半数致死濃度 (LC50) を以下に示す。
魚に対するLC50: 0.13 mg · L−1

## ヒトに対する毒性
ヒトに対する毒性の観点から、一日摂取許容量 (ADI) は0.0003 mg · kg−1 · d−1である。